# Plecoptera trichophora
Plecoptera trichophora är en fjärilsart som beskrevs av George Francis Hampson 1910. Plecoptera trichophora ingår i släktet Plecoptera och familjen nattflyn. Inga underarter finns listade i Catalogue of Life.